# 知恵の砥石

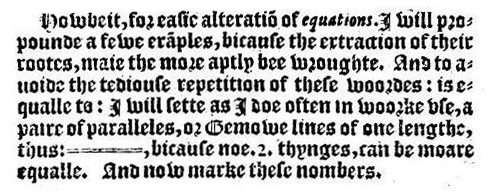
『知恵の砥石』の中で等号を導入している一節

『知恵の砥石』（ちえのといし、The Whetstone of Witte）は、1557年に出版されたロバート・レコードによる数学書。正式にはThe whetstone of witte, whiche is the seconde parte of Arithmetike: containyng thextraction of Rootes: The Coßike practise, with the rule of Equation: and the woorkes of Surde Nombersという書名である。整数、根の求め方、無理数などのトピックについて書かれている。記録上最初の等号使用や、英語の本として最初のプラス記号とマイナス記号の使用で著名である。
ただし、レコードが用いたべき乗の表記はのちにデカルトが用いた {\displaystyle p^{q}=p\times p\times p\cdots \times p} とは異なる。3より大きな指数や根数を表現するのに、その指数の素因数分解に基づく体系的な形式に基づき、2をzenzic、3をcubicとした。この因数分解に登場する3より大きい素数をsursolidと呼び、序数を使うことで他と区別した。5を第1sursolidとし、ʃzと表記した。7を第2sursolidとし、Bʃzと表記した。レコードはこれらの因数の記号、zenzicはz、cubicは&の考案もしている。例えば、p8=p2×2×2 は zzz (the zenzizenzizenzic)と表され、q12=q2×2×3 は zz& (the zenzizenzicubic)と表される。
本の後半部ではzzzzʃzと書くp80=p2×2×2x2x5 まで全ての指数の表を載せている。しかし誤りが1つあり、p69 を Sʃzと書いているが、これは素数ではなくp3x23 となるため&Gʃzと書かれるべきである。